# لويس ماكلويد
لويس ماكلويد (بالإنجليزية: Lewis Macleod)‏ هو لاعب كرة قدم بريطاني في مركز الوسط، ولد في 16 يونيو 1994 في Wishaw ‏ في المملكة المتحدة. شارك مع منتخب اسكتلندا تحت 16 سنة لكرة القدم ومنتخب اسكتلندا تحت 17 سنة لكرة القدم ومنتخب اسكتلندا تحت 19 سنة لكرة القدم ومنتخب اسكتلندا تحت 21 سنة لكرة القدم. أما مع النوادي، فقد لعب مع نادي برينتفورد ونادي رينجرز.

## وصلات خارجية
- لويس ماكلويد على موقع الاتحاد الأوربي (الإنجليزية)
- لويس ماكلويد على موقع الاتحاد الإسكتلندي (الإنجليزية)
- لويس ماكلويد على موقع قاعدة بيانات كرة القدم.إي يو (الإنجليزية)
- لويس ماكلويد على موقع Soccerbase.com (لاعب) (الإنجليزية)
- لويس ماكلويد على موقع Soccerway.com (الإنجليزية)